# جیحان بکیرلی (جیحان)
جیحان بکیرلی (به ترکی استانبولی: Ceyhanbekirli) یک منطقهٔ مسکونی در ترکیه است که در جیحان واقع شده‌است.